# Michael Esfeld
Michael Esfeld (* 23. Dezember 1966 in West-Berlin) ist ein deutscher Wissenschaftsphilosoph, seit 2002 Professor an der Universität Lausanne und seit 2009 Mitglied der Leopoldina.

## Werdegang
Michael Esfeld studierte von 1986 bis 1991 Philosophie und Geschichte an der Universität Freiburg i. Br. Daran anschließend promovierte er in Münster über Mechanismus und Subjektivität in der Philosophie von Thomas Hobbes (Abschluss 1994). Von 1994 bis 1996 arbeitete er an der ETH Zürich zur Philosophie der Quantenphysik und war in der Folge unter anderem als Gastwissenschaftler an den Universitäten von Cambridge und Canberra tätig. Zugleich habilitierte er sich in Konstanz über Holismus in der Philosophie des Geistes und der Philosophie der Physik (Abschluss 2000). 2000 wurde er Lecturer in Philosophy an der University of Hertfordshire, 2001 Professor für Philosophie an der Universität zu Köln. 2002 folgte er dem Ruf als Professor für Wissenschaftsphilosophie an die Universität Lausanne.
Seit 2009 ist Esfeld Mitglied der Deutschen Akademie der Naturforscher Leopoldina, 2013 erhielt er den Forschungspreis der Alexander-von-Humboldt-Stiftung. Seit 2021 gehört er dem akademischen Beirat des Liberalen Instituts an. Seine Hauptarbeitsgebiete sind die Naturphilosophie einschließlich der Metaphysik der Naturwissenschaften und die Philosophie des Geistes einschließlich der Sprachphilosophie.
Esfeld positionierte sich im Dezember 2020 gegen die siebte Stellungnahme der Leopoldina zur COVID-19-Pandemie für die deutsche Bundesregierung. In dieser aus seiner Sicht einseitigen Stellungnahme sah Esfeld „die Prinzipien wissenschaftlicher und ethischer Redlichkeit verletzt“. Es existierten keine gesicherten wissenschaftlichen Erkenntnisse, die solche Maßnahmen rechtfertigten. Vielmehr sei der Umgang mit dem Virus selbst im engeren Kreis der Experten für Virologie und Epidemiologie eine Streitfrage. Im weiteren Kreis der Wissenschaftler wiederum sei höchst umstritten, ob der Nutzen scharfer politischer Maßnahmen die dadurch verursachten Schäden aufwiege.

## Publikationen (Auswahl)
- Mechanismus und Subjektivität in der Philosophie von Thomas Hobbes. Frommann-Holzboog, Stuttgart-Bad Cannstatt 1995.
- Holismus in der Philosophie des Geistes und in der Philosophie der Physik. Suhrkamp, Frankfurt am Main 2002. (Englisch: Holism in philosophy of mind and philosophy of physics. Kluwer, Dordrecht 2001.)
- Einführung in die Naturphilosophie. Wissenschaftliche Buchgesellschaft, Darmstadt 2002.
- La philosophie de l’esprit. De la relation entre l’esprit et la nature. Armand Colin, Paris 2005.
- Philosophie des sciences. Une introduction. Presses polytechniques et universitaires romandes, Lausanne 2006.
- Naturphilosophie als Metaphysik der Natur. Suhrkamp, Frankfurt am Main 2008.
- mit Christian Sachse: Kausale Strukturen. Einheit und Vielfalt in der Natur und den Naturwissenschaften. Suhrkamp, Berlin 2010. (Englisch: Conservative reductionism. Routledge, New York 2011.)
- Physique et métaphysique: une introduction à la philosophie de la nature. Presses polytechniques et universitaires romandes, Lausanne 2012. (Italienisch: Filosofia della natura. Fisica e ontologia. Rosenberg & Sellier, Turin 2018.)
- mit Dirk-André Deckert: A minimalist ontology of the natural world. Routledge, New York 2017.
- Wissenschaft und Freiheit. Das naturwissenschaftliche Weltbild und der Status von Personen. Suhrkamp, Berlin 2019. (Englisch: Science and human freedom. Palgrave-Macmillan, London 2020.)
- mit Christoph Lütge: Und die Freiheit? Wie die Corona-Politik und der Missbrauch der Wissenschaft unsere offene Gesellschaft bedrohen. riva, München 2021.
- Land ohne Mut: Eine Anleitung für die Rückkehr zu Wissenschaft und Rechtsordnung, Achgut-Edition, Berlin 2023, ISBN 978-3-9822771-6-5.